# Ніно Галович
Ніно Галович (хорв. Nino Galović, нар. 6 липня 1992, Спліт) — хорватський футболіст, захисник португальської «Ароки».
Виступав, зокрема, за клуби «Спліт» та «Рієку», а також молодіжну збірну Хорватії.
Володар Кубка Хорватії.

## Клубна кар'єра
Народився 6 липня 1992 року в місті Спліт. Вихованець футбольної школи клубу «Спліт». Дорослу футбольну кар'єру розпочав 2011 року в основній команді того ж клубу, в якій провів чотири сезони, взявши участь у 82 матчах чемпіонату.  Більшість часу, проведеного у складі «Спліта», був основним гравцем захисту команди. У цей період також грав на умовах оренди за «Славен Белупо».
Влітку 2016 року став гравцем ізраїльського «Ашдода», в якому хорватові заграти не вдалося і за півроку він перейщов до мінського «Динамо». В білоруській команді був стабільним гравцем основного складу.
2019 року спробував свої сили у першості Японії, куди перейшов, уклавши на правах вільного агента контракт з клубом «Саган Тосу». Утім, провівши за півроку лише три матчі за японську команду, повернувся да «Динамо» (Мінськ) на правах оренди.
На початку 2020 року повернувся на батьківщину, уклавши на правах вільного агента контракт з «Рієкою».

## Виступи за збірну
Протягом 2012–2014 років залучався до складу молодіжної збірної Хорватії. На молодіжному рівні зіграв у 2 офіційних матчах.

## Титули і досягнення
- Володар Кубка Хорватії (1):

«Рієка»: 2019-2020